# Ernst Kuzorra
Ernst Kuzorra (Gelsenkirchen, 16 de octubre de 1905 - ibídem, 1 de enero de 1990) fue un futbolista alemán de la época de la preguerra. Jugó durante toda su carrera en el Schalke 04, al que encaminó hacia la consecución de seis campeonatos ligueros y una copa nacional. Se le considera el mejor jugador de la historia del club, junto con Fritz Szepan. Delantero atlético, técnico y prolífico, también disputó doce partidos con la selección nacional.